# Europamästerskapet i basket för herrar 1935
Europamästerskapet i basket för herrar 1935 spelades i Genève, Schweiz och var den första EM-basketturneringen som avgjordes för herrar. Turneringen spelades mellan den 2 och 7 maj 1935 och totalt deltog tio lag i turneringen där Lettland blev Europamästare före Spanien och Tjeckoslovakien.

## Kvalificerade länder
| - Schweiz (som arrangör) - Belgien - Bulgarien - Frankrike - Italien | - Lettland - Rumänien - Spanien - Tjeckoslovakien - Ungern |

## Gruppspelet

### Spelsystem
De tio lagen som var med i EM spelade först mot varandra i en utslagningsrond, där tre av vinnarna, Lettland, Spanien och Tjeckoslovakien, gick direkt till semifinalerna. Medan två av lagen, Italien och Schweiz, mötte varandra i ytterligare en match där vinnaren gick till semifinalspelet. Samtliga förlorare spelade om platserna fem-tio.

### Första omgången
|      | maj 1935 | Spanien | 25 – 17          | Belgien | Genève |  |
| UTC+ | UTC+     |         | (14 – 7) Rapport |         |        |  |
| UTC+ | UTC+     |         |                  |         |        |  |
| UTC+ | UTC+     |         |                  |         |        |  |

|      | maj 1935 | Lettland | 46 – 12          | Ungern | Genève |  |
| UTC+ | UTC+     |          | (20 – 7) Rapport |        |        |  |
| UTC+ | UTC+     |          |                  |        |        |  |
| UTC+ | UTC+     |          |                  |        |        |  |

|      | maj 1935 | Italien | 42 – 23           | Bulgarien | Genève |  |
| UTC+ | UTC+     |         | (18 – 11) Rapport |           |        |  |
| UTC+ | UTC+     |         |                   |           |        |  |
| UTC+ | UTC+     |         |                   |           |        |  |

|      | maj 1935 | Schweiz | 42 – 9           | Rumänien | Genève |  |
| UTC+ | UTC+     |         | (25 – 3) Rapport |          |        |  |
| UTC+ | UTC+     |         |                  |          |        |  |
| UTC+ | UTC+     |         |                  |          |        |  |

|      | maj 1935 | Tjeckoslovakien | 23 – 21           | Frankrike | Genève |  |
| UTC+ | UTC+     |                 | (16 – 13) Rapport |           |        |  |
| UTC+ | UTC+     |                 |                   |           |        |  |
| UTC+ | UTC+     |                 |                   |           |        |  |

|      | maj 1935 | Schweiz | 27 – 17           | Italien | Genève |  |
| UTC+ | UTC+     |         | (15 – 15) Rapport |         |        |  |
| UTC+ | UTC+     |         |                   |         |        |  |
| UTC+ | UTC+     |         |                   |         |        |  |

## Placeringsmatcher

### 7:e – 10:e plats
|      | maj 1935 | Bulgarien | 22 – 19          | Ungern | Genève |  |
| UTC+ | UTC+     |           | (16 – 6) Rapport |        |        |  |
| UTC+ | UTC+     |           |                  |        |        |  |
| UTC+ | UTC+     |           |                  |        |        |  |

|      | maj 1935 | Frankrike | 66 – 23           | Rumänien | Genève |  |
| UTC+ | UTC+     |           | (40 – 11) Rapport |          |        |  |
| UTC+ | UTC+     |           |                   |          |        |  |
| UTC+ | UTC+     |           |                   |          |        |  |

#### Match om nionde plats
|      | maj 1935 | Ungern | 24 – 17          | Rumänien | Genève |  |
| UTC+ | UTC+     |        | (9 – 12) Rapport |          |        |  |
| UTC+ | UTC+     |        |                  |          |        |  |
| UTC+ | UTC+     |        |                  |          |        |  |

### 5:e – 8:e plats
|      | maj 1935 | Frankrike | 29 – 27           | Italien | Genève |  |
| UTC+ | UTC+     |           | (17 – 16) Rapport |         |        |  |
| UTC+ | UTC+     |           |                   |         |        |  |
| UTC+ | UTC+     |           |                   |         |        |  |

|      | maj 1935 | Belgien | 29 – 11          | Bulgarien | Genève |  |
| UTC+ | UTC+     |         | (16 – 2) Rapport |           |        |  |
| UTC+ | UTC+     |         |                  |           |        |  |
| UTC+ | UTC+     |         |                  |           |        |  |

### Match om sjunde plats
|      | maj 1935 | Italien | 35 – 22          | Bulgarien | Genève |  |
| UTC+ | UTC+     |         | (16 – 2) Rapport |           |        |  |
| UTC+ | UTC+     |         |                  |           |        |  |
| UTC+ | UTC+     |         |                  |           |        |  |

### Match om femte plats
|      | maj 1935 | Frankrike | 49 – 30          | Belgien | Genève |  |
| UTC+ | UTC+     |           | (31 – 8) Rapport |         |        |  |
| UTC+ | UTC+     |           |                  |         |        |  |
| UTC+ | UTC+     |           |                  |         |        |  |

## Slutspel

### Slutspelsträd
|  | Semifinaler     | Semifinaler |    |         | Final           | Final |  |
|  |                 |             |    |         |                 |       |  |
|  |                 |             |    |         |                 |       |  |
|  | Lettland        | 28          |    |         |                 |       |  |
|  | Schweiz         | 19          |    |         |                 |       |  |
|  |                 |             |    |         |                 |       |  |
|  |                 |             |    |         |                 |       |  |
|  |                 |             |    |         | Lettland        | 24    |  |
|  |                 | Spanien     | 18 |         |                 |       |  |
|  |                 |             |    |         |                 |       |  |
|  |                 |             |    |         |                 |       |  |
|  |                 |             |    |         | Bronsmatch      |       |  |
|  |                 |             |    |         |                 |       |  |
|  | Spanien         | 21          |    | Schweiz | 23              |       |  |
|  | Tjeckoslovakien | 17          |    |         | Tjeckoslovakien | 25    |  |

### Semifinal
|      | maj 1935 | Lettland | 28 – 19           | Schweiz | Genève |  |
| UTC+ | UTC+     |          | (16 – 12) Rapport |         |        |  |
| UTC+ | UTC+     |          |                   |         |        |  |
| UTC+ | UTC+     |          |                   |         |        |  |

|      | maj 1935 | Spanien | 21 – 17           | Tjeckoslovakien | Genève |  |
| UTC+ | UTC+     |         | (10 – 10) Rapport |                 |        |  |
| UTC+ | UTC+     |         |                   |                 |        |  |
| UTC+ | UTC+     |         |                   |                 |        |  |

### Bronsmatch
|      | maj 1935 | Tjeckoslovakien | 25 – 23           | Schweiz | Genève |  |
| UTC+ | UTC+     |                 | (16 – 15) Rapport |         |        |  |
| UTC+ | UTC+     |                 |                   |         |        |  |
| UTC+ | UTC+     |                 |                   |         |        |  |

### Final
|      | 7 maj 1935 | Lettland | 24 – 18          | Spanien | Genève |  |
| UTC+ | UTC+       |          | (16 – 8) Rapport |         |        |  |
| UTC+ | UTC+       |          |                  |         |        |  |
| UTC+ | UTC+       |          |                  |         |        |  |

| Europamästare: Lettland första EM-titel |

## Slutställning
| 1  | Lettland        |
| 2  | Spanien         |
| 3  | Tjeckoslovakien |
| 4  | Schweiz         |
| 5  | Frankrike       |
| 6  | Belgien         |
| 7  | Italien         |
| 8  | Bulgarien       |
| 9  | Ungern          |
| 10 | Rumänien        |